# Fabio Borini
Fabio Borini (* 29. März 1991 in Bentivoglio) ist ein italienischer Fußballspieler, der aktuell bei Sampdoria Genua unter Vertrag steht.

## Karriere

### Verein
Borini begann seine Karriere im Alter von zehn Jahren in der Jugendabteilung des FC Bologna. Im Alter von 16 Jahren verließ er den FC Bologna Richtung England, wo er fortan für die Jugend des FC Chelsea spielte. Sein Debüt im A-Team gab er am 20. September 2009 im Ligaspiel gegen Tottenham Hotspur, als er in der 89. Minute für Nicolas Anelka eingewechselt wurde. Von März bis Juni 2011 wurde er an den walisischen Klub Swansea City ausgeliehen, der in der Football League Championship spielte. Am Saisonende stieg er mit dem Klub in die Premier League auf.
Nach Ablauf der Spielzeit wechselte Borini zurück nach Italien und unterzeichnete einen Fünfjahresvertrag beim FC Parma, der ihn nach nur einem Einsatz in der Coppa Italia an den AS Rom verlieh. Dort gab Borini am 11. September 2011 bei der 1:2-Heimniederlage gegen Cagliari Calcio sein Serie-A-Debüt, als er in der 81. Minute für Pablo Daniel Osvaldo eingewechselt wurde. Insgesamt machte er in 24 Spielen neun Tore für Rom. Im Juli 2012 wechselte er für 14 Millionen Euro zum FC Liverpool. Dort hatte er die Rückennummer 29 und war der Sturmpartner von Luis Suárez und Andy Carroll.
Am 2. September 2013 wurde Borini bis zum Saisonende an den AFC Sunderland ausgeliehen.
Am 31. August 2015 kehrte Borini zum AFC Sunderland zurück. Er erhielt einen Vierjahresvertrag bis zum 30. Juni 2019.
Fabio Borini wurde im Juli 2017 vom AC Mailand auf Leihbasis mit Kaufpflicht verpflichtet.

### Nationalmannschaft
Am 13. November 2009 gab Borini unter Pierluigi Casiraghi sein Debüt in der italienischen U-21-Nationalmannschaft im Spiel gegen die U-21-Auswahl Ungarns. 2010 nahm Borini als Kapitän der italienischen Auswahl an der U-19-Fußball-Europameisterschaft teil. Im Juni 2013 errang er mit der von Devis Mangia trainierten U21 bei der Europameisterschaft in Israel den Vizetitel, nachdem man sich im Finale Spanien mit 2:4 geschlagen geben musste.
Am 29. Februar 2012 absolvierte er bei der 0:1-Niederlage im Freundschaftsspiel gegen die USA sein Debüt in der A-Nationalmannschaft, als er in der 59. Minute für Alessandro Matri eingewechselt wurde. Borini gehörte außerdem zum Kader der Europameisterschaft 2012 und wurde Vize-Europameister, blieb allerdings ohne Einsatz. Seine letzte Nominierung erfolgte im Mai 2016 für ein Trainingslager zur Vorbereitung auf die Europameisterschaft 2016. Er schaffte es jedoch nicht in den endgültigen Kader.

## Erfolge

### Nationalmannschaft
- Vize-Europameisterschaft: 2012
- U-21-Vize-Europameisterschaft: 2013

### FC Chelsea
- Englische Meisterschaft: 2009/10
- FA-Cup: 2009/10

### Persönliche Auszeichnungen
- Aufnahme in das Allstar-Team der U-21-Europameisterschaft 2013